# Вульф, Андрей Юрьевич
Андре́й Юрьевич Вульф (род. 23 марта 1968, Москва) — российский журналист, мотивационный спикер, корпоративный консультант, публицист, общественный деятель, бизнесмен, теле- и радиоведущий. Депутат Государственной думы России третьего созыва (2001—2003). Директор департамента внешних связей Министерства культуры и массовых коммуникаций РФ (2005—2007). Вице-президент Оргкомитета «Сочи-2014» (2008—2011). Исполнительный директор общероссийской общественной организации «Добровольное физкультурно-спортивное общество „Спорт для всех“» (с 2014 года). Управляющий партнер «BLD Coaching&Consulting» (с 2016 года). Ведущий мотивационной программы «Вне зависимости с Андреем Вульфом» на радио «Серебряный дождь» (с ноября 2017 по март 2018 года). С 23 марта 2018 года автор мотивационного шоу «ПереИзобретение».

## Биография

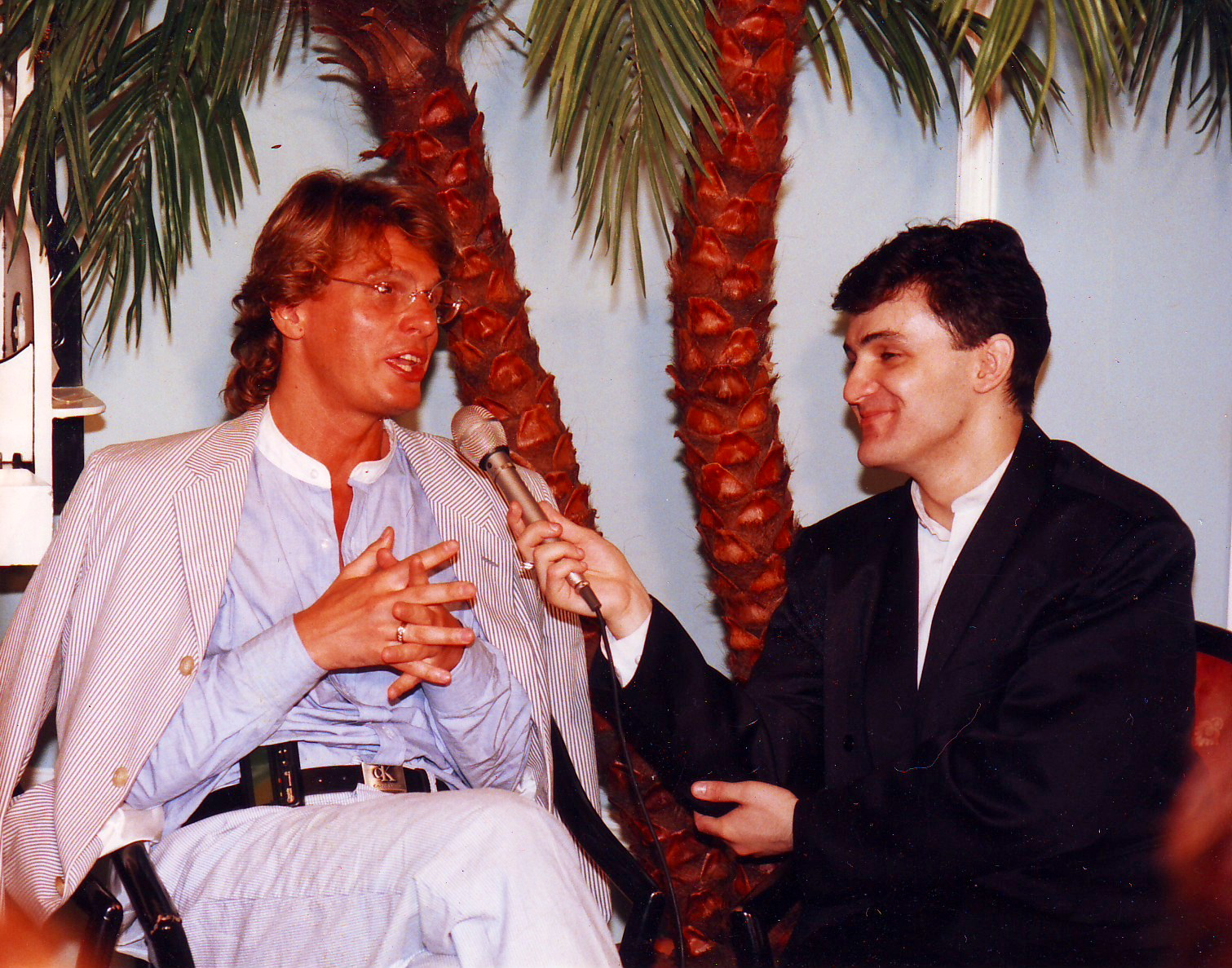
Андрей Вульф (справа) интервьюриует Евгения Додолева (1996)

Родился 23 марта 1968 года в Москве. Служил в армии в ЮГВ. Окончил исторический факультет МГУ. Работал диджеем на московских дискотеках, корреспондентом и ведущим на радио «Максимум», «Серебряный дождь», журналистом в изданиях «Новый Взгляд», «Музыкальная правда», «Московский комсомолец». Член Союза журналистов России.
С 1995 года — главный редактор газеты «МузОбоз», в 1996—1997 годах — главный редактор журнала «МузОбоз». Основатель и Президент рекламно-медийного холдинга Вульф Груп. Организатор многочисленных музыкальных фестивалей, премий, концертов и презентаций. Так, в марте 2001 года Вульф был организатором и ведущим вечера, посвящённого 70-летию Михаила Горбачёва.
Вульф работал продюсером и ведущим на телевидении (BIZ-TV, ТВ-6, ТВЦ), в том числе автором и ведущим скандально известной программы «В постели с…», где впервые на отечественном ТВ беседовал на интимные темы с приглашёнными VIP- гостями.
С мая по декабрь 2016 года — ведущий программы «Спорт на Дожде» на телеканале «Дождь» (вместе с Алексеем Андроновым, Кириллом Дементьевым и Игорем Порошиным).
В 2016 году — руководитель мастер-курса MBA в МГИМО, с 2017 года — советник декана исторического факультета МГУ по открытым программам и программам дополнительного образования.
Автор и ведущий мотивационно-трансформационной программы «Жизнь после Олимпа», мотивационных семинаров «Жизнь как портфолио», «Как превратить свои мечты в профессию», «Чиновники-тоже люди», «Мечты в команде или команда мечты», «Как получить от человека то, что ты хочешь», «Как сделать так, чтобы идиоты исчезли из твоей жизни», «Мотивация лидера» и многих других, сертифицированный коуч ICF, личный ментор и коуч известных политиков, руководителей и топ-менеджеров, деятелей культуры и образования, олимпийских чемпионов, звезд шоу-бизнеса, телевидения и спорта.
С ноября 2017 по март 2018 года — ведущий мотивационной программы «Вне зависимости с Андреем Вульфом» на радио «Серебряный дождь».

### Госдума
С 1998 года — сопредседатель всероссийского молодёжного движения «Поколение свободы», вошедшего в 1999 году в избирательный блок «Единство».
В 1999 году участвовал в выборах в Госдуму от блока «Единство». С мая 2000 года — советник председателя президиума молодёжного движения «Единство».
В 2001 году Вульф получил депутатский мандат, благодаря освободившемуся месту. Вульф прошёл в Госдуму по петербургскому списку блока «Единство». Первым номером в списке был Борис Грызлов, вторым номером — Виктор Плескачевский, Вульф занимал в списке третье место. В начале 2001 года Борис Грызлов был назначен главой МВД, и его освободившееся депутатское место перешло к Вульфу.
23 апреля 2001 года Вульф вышел из фракции «медведей» вместе с тремя другими депутатами ГД, представлявшими движение «Поколение свободы»: Александром Баранниковым, Владимиром Семёновым и Владимиром Коптевым-Дворниковым. На следующий день все эти депутаты были приняты во фракцию «Союз правых сил». В Госдуме Вульф являлся членом комитета по информационной политике, членом комиссии по вопросам выпуска телевизионной передачи «Парламентский час», председателем подкомитета по молодёжным СМИ. Автор многочисленных законопроектов и законодательных инициатив, в том числе законов об общественном телерадиовещании, о регулировании гастрольно-концертной деятельности и многих других.
В 2003 году выдвигался кандидатом в депутаты Госдумы 4-го созыва по региональному партийному списку СПС, член Федерального политсовета СПС, руководитель молодёжной организации партии.
15 декабря 2003 года по инициативе депутата Госдумы Андрея Вульфа в Госдуму был внесён законопроект «О регулировании платных услуг сексуального характера», автор проекта закона предлагал квалифицировать проституцию и другие платные сексуальные услуги как «разновидность экономической деятельности, подлежащей государственной регистрации». Законопроект был снят с рассмотрения Советом Государственной думы 19 апреля 2004 года.

### Коммерческая деятельность
- В 2003—2004 годах — вице-президент ОАО «Мастер-банк», вице-президент холдинга «OKS-Aegis Media».
- В 2005—2007 годах — советник министра культуры, а затем директор Департамента внешних связей Министерства культуры и массовых коммуникаций РФ.
- В 2007—2008 годах — вице-президент управляющей группы «ADG» (ГК «Эльдорадо»).
- В 2008—2011 годах — вице-президент оргкомитета «Сочи-2014».
- В 2012—2013 годах — генеральный директор Национальной дирекции спортивных программ, управляющий партнер проекта «Команда России».
- С 2014 года — исполнительный директор общероссийской общественной организации «Добровольное физкультурно-спортивное общество „Спорт для всех“».
- С 2016 года — управляющий партнер BLD Coaching&Consulting.
- C 2017 года — автор шоу «ПереИзобретение».

## Личная жизнь и убеждения
Придерживается либеральных взглядов. Увлекается спортом, музыкой и кино, играет в футбол, много путешествует.
Женат, имеет ребёнка.

## Оценки
«Новая газета» в 2001 году называла Вульфа «скандальным лидером светской тусовки».